# Bolbelasmus gallicus
Bolbelasmus gallicus is een keversoort uit de familie cognackevers (Bolboceratidae). De wetenschappelijke naam van de soort werd in 1842 gepubliceerd door Étienne Mulsant.